# Aeroklubowe Spadochronowe Zawody na Celność Lądowania im. Jacka Marszałka – Gliwice 2022
Aeroklubowe Spadochronowe Zawody na Celność Lądowania im. Jacka Marszałka – Gliwice 2022 – odbyły się 24 września 2022 roku na lotnisku Gliwice. Gospodarzem zawodów był Aeroklub Gliwicki, a organizatorem Sekcja Spadochronowa Aeroklubu Gliwickiego. Do dyspozycji skoczków był samolot An-2TD o znakach rejestracyjnych SP-AOB. Skoki wykonywano z wysokości 1000 m i opóźnieniem 0–5 sekund.

## Rozegrane kategorie
Zawody rozegrano w dwóch kategoriach celności lądowania:
- indywidualnie
  - spadochronów szybkich – 4 kolejki skoków
  - spadochronów szkolnych – 2 kolejki skoków.

## Kierownictwo zawodów
- Sędzia Główny: Jan Isielenis
- Sędzia Mariusz Bieniek
- Kierownik Sportowy: Jan Isielenis.

Źródło: .

## Medaliści
| Konkurencja                         | Złoto                  | Srebro        | Brąz               |
| Spadochrony szybkie – indywidualnie | Wojciech Kielar        | Jacek Huszcza | Zygmunt Cielebucki |
| Spadochrony szkolne – indywidualnie | Bartłomiej Królikowski | Artur Kapek   | Rafał Snopek       |

Źródło: .

## Wyniki
Wyniki Aeroklubowych Spadochronowych Zawodów na Celność Lądowania im. Jacka Marszałka – Gliwice 2022 podano za: Jan Isielenis, Wyniki Gliwickich Spadochronowych Zawodów w Celności Lądowania 2022. Brak numerów stron w książce
W zawodach brało udział 16 zawodników  Polska.

### Klasyfikacja indywidualna (celność lądowania – spadochronyszybkie)

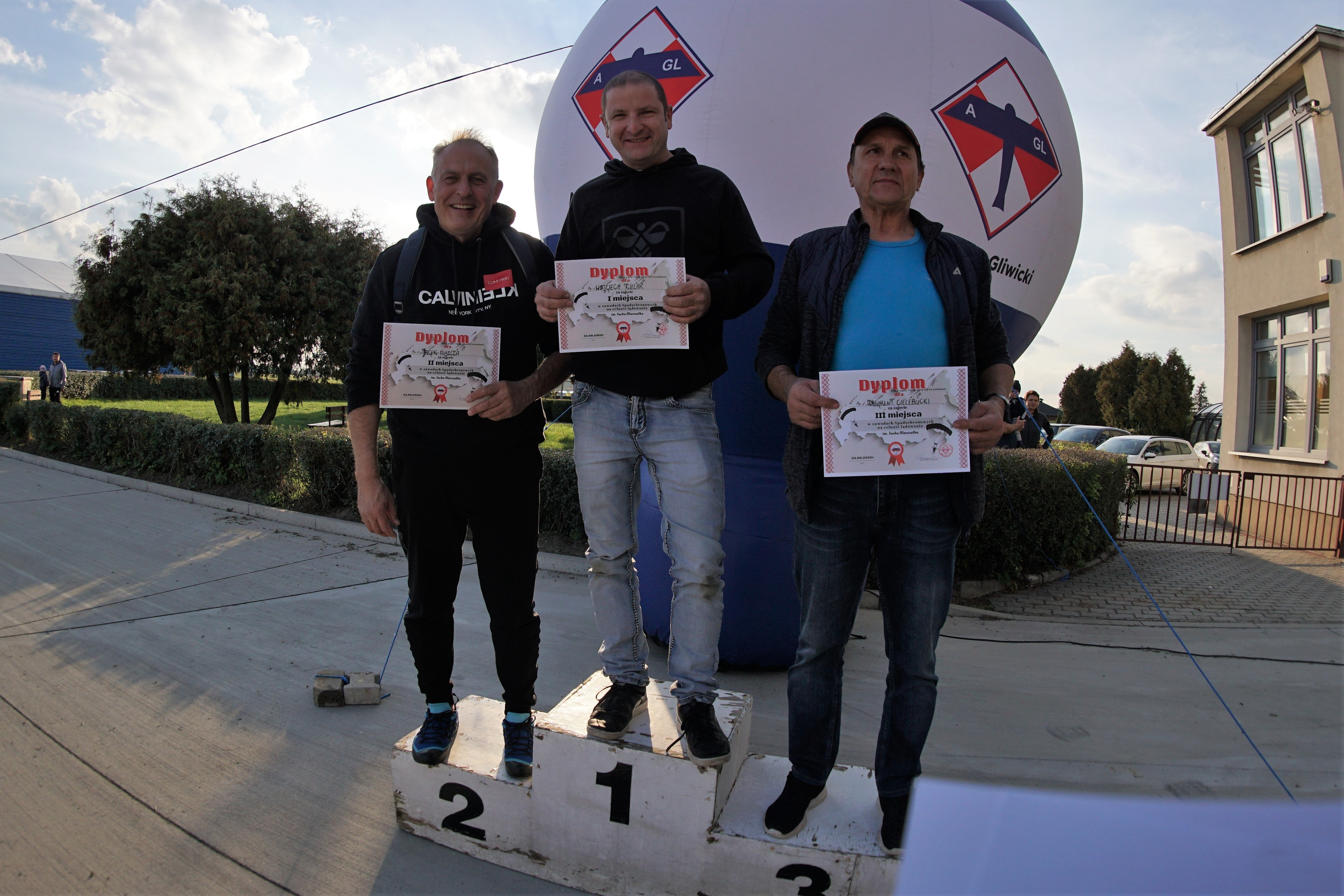
Zwycięzcy w kategorii – spadochrony szybkie (wrzesień 2022)

| Miejsce | Imię i nazwisko     | I skok | II skok | III skok | IV skok | Razem punktów |
| ------- | ------------------- | ------ | ------- | -------- | ------- | ------------- |
| 1.      | Wojciech Kielar     | 3,20   | 2,05    | 4,90     | 3,45    | 13,60         |
| 2.      | Jacek Huszcza       | 0,6    | max     | 11,4     | 1,90    | 13,90         |
| 3.      | Zygmunt Cielebucki  | 4,40   | 4,10    | 9,80     | 1,20    | 19,50         |
| 4.      | Jacek Bujny         | max    | 1,40    | 4,50+1   | 3,30    | 20,20         |
| 5.      | Krzysztof Zieliński | 6,90+1 | 4,85    | 5,20     | max     | 27,95         |
| 6.      | Mirosław Zakrzewski | 2,90+1 | 5,80    | max      | max     | 29,70         |
| 7.      | Łukasz Geilke       | 1,70   | max     | max      | 9,10+1  | 31,80         |
| 8.      | Grzegorz Cichy      | max    | –       | 3,00     | max     | 33,00         |

### Klasyfikacja indywidualna (celność lądowania – spadochronyszkolne)
| Miejsce | Imię i nazwisko        | I skok | II skok | Razem punktów |
| ------- | ---------------------- | ------ | ------- | ------------- |
| 1.      | Bartłomiej Królikowski | 11,0   | 25,0    | 36,0          |
| 2.      | Artur Kapek            | 50,0   | 8,8     | 58,8          |
| 3.      | Rafał Snopek           | 50,0   | 12,6    | 62,6          |
| 4.      | Michał Paluszek        | 50,0   | 23,0    | 73,0          |
| 5.      | Jakub Polewska         | 50,0   | 50,0    | 100,0         |
| 5.      | Piotr Gorczyński       | 50,0   | 50,0    | 100,0         |
| 5.      | Krzysztof Krasoń       | 50,0   | 50,0    | 100,0         |
| 5.      | Bogusław Cybulski      | 50,0   | 50,0    | 100,0         |

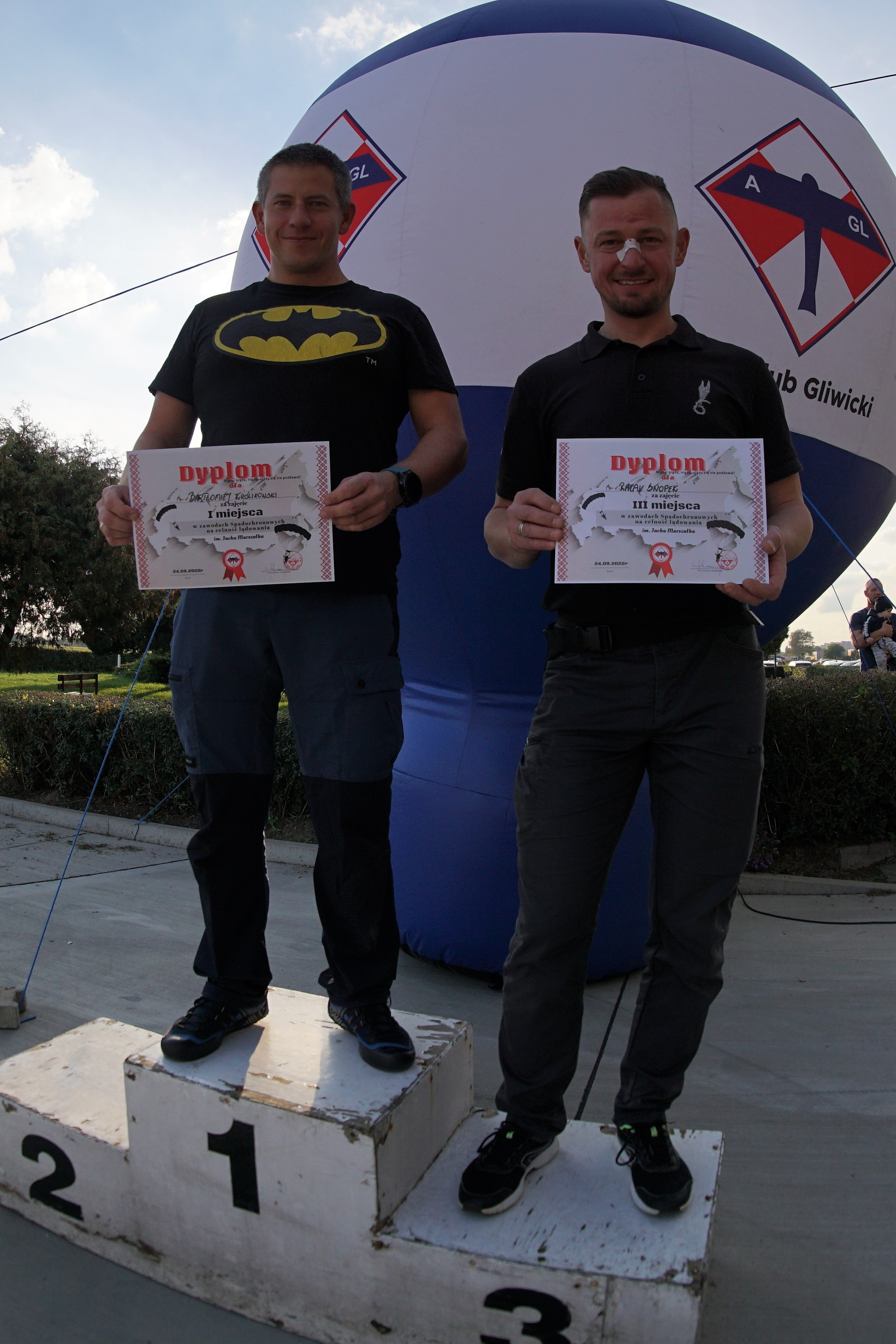
Zwycięzcy w kategorii – spadochrony szkolne (wrzesień 2022)

Aeroklubowe Spadochronowe Zawody na Celność Lądowania im. Jacka Marszałka – Gliwice 2022
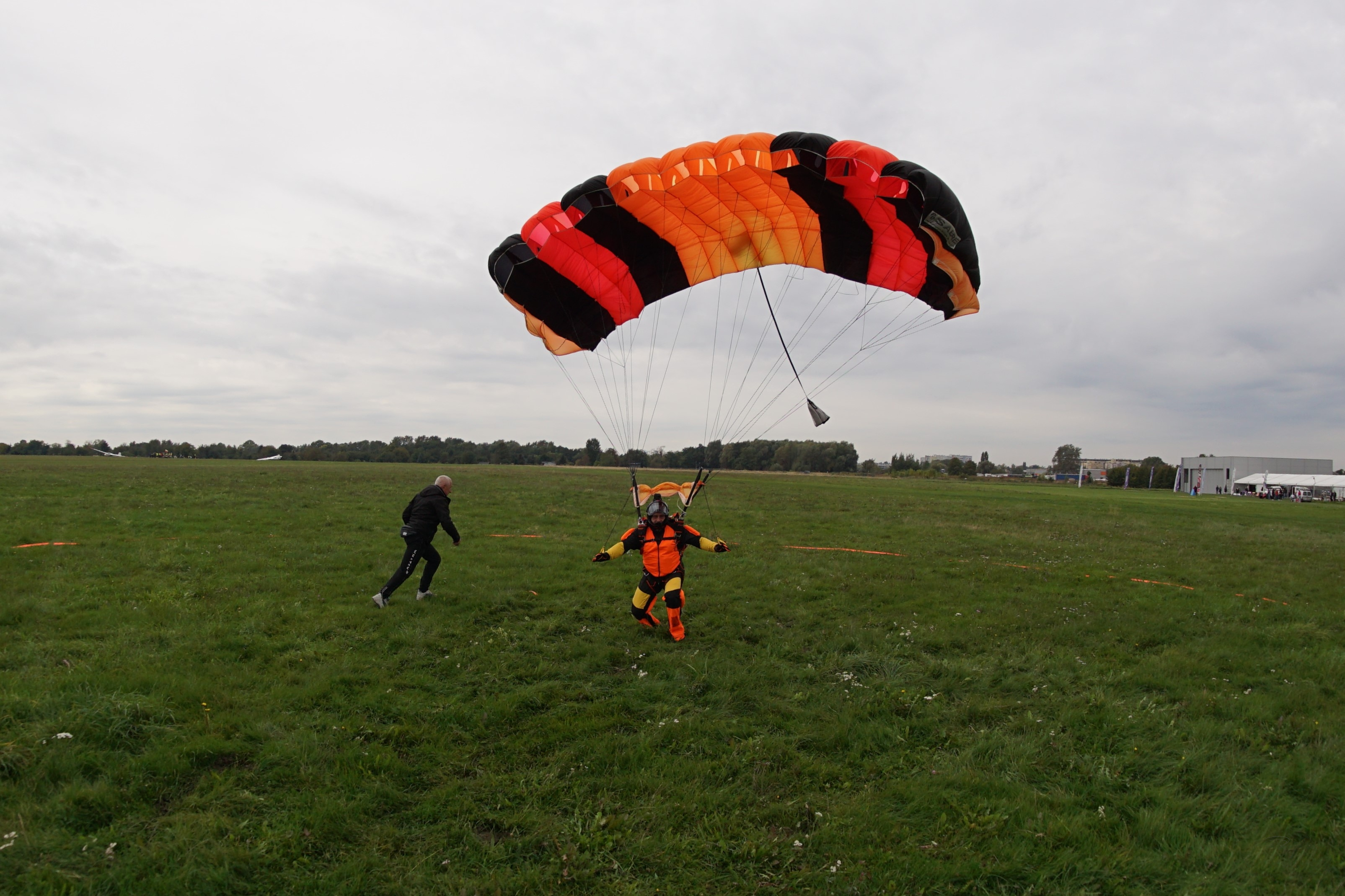
Mirosław Zakrzewski – spadochrony szybkie
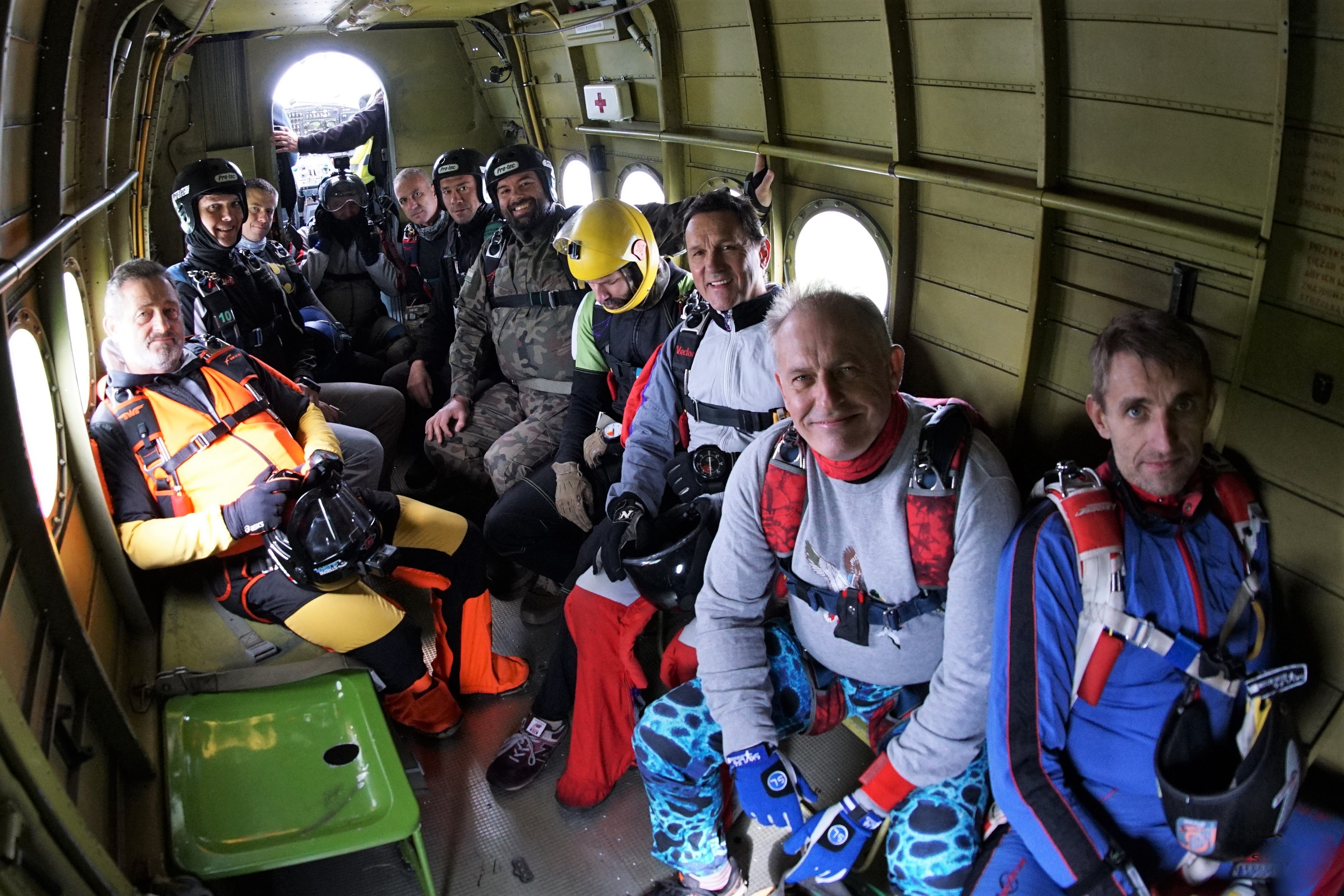
W An-2TD SP-AOB
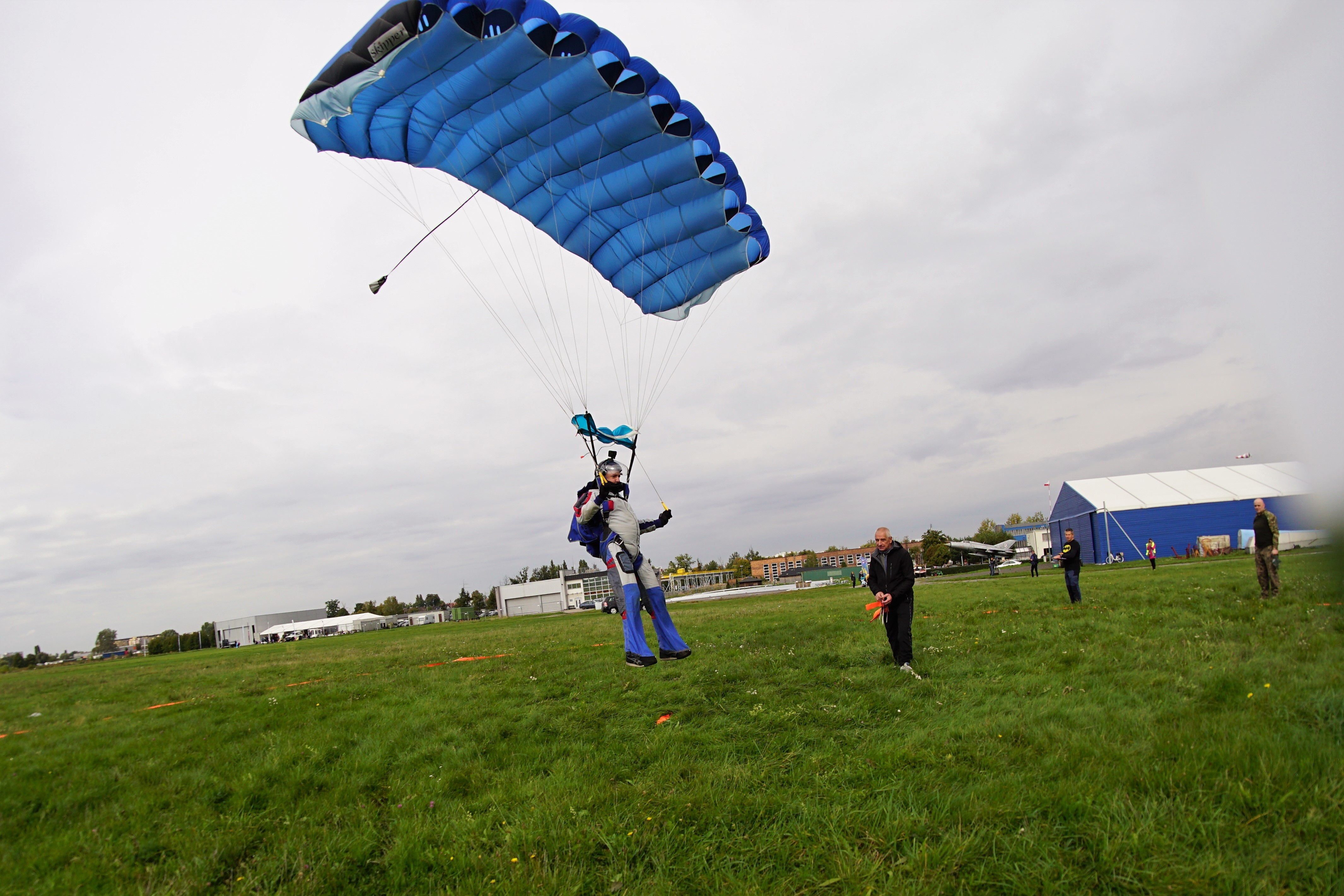
Jacek Bujny – spadochrony szybkie
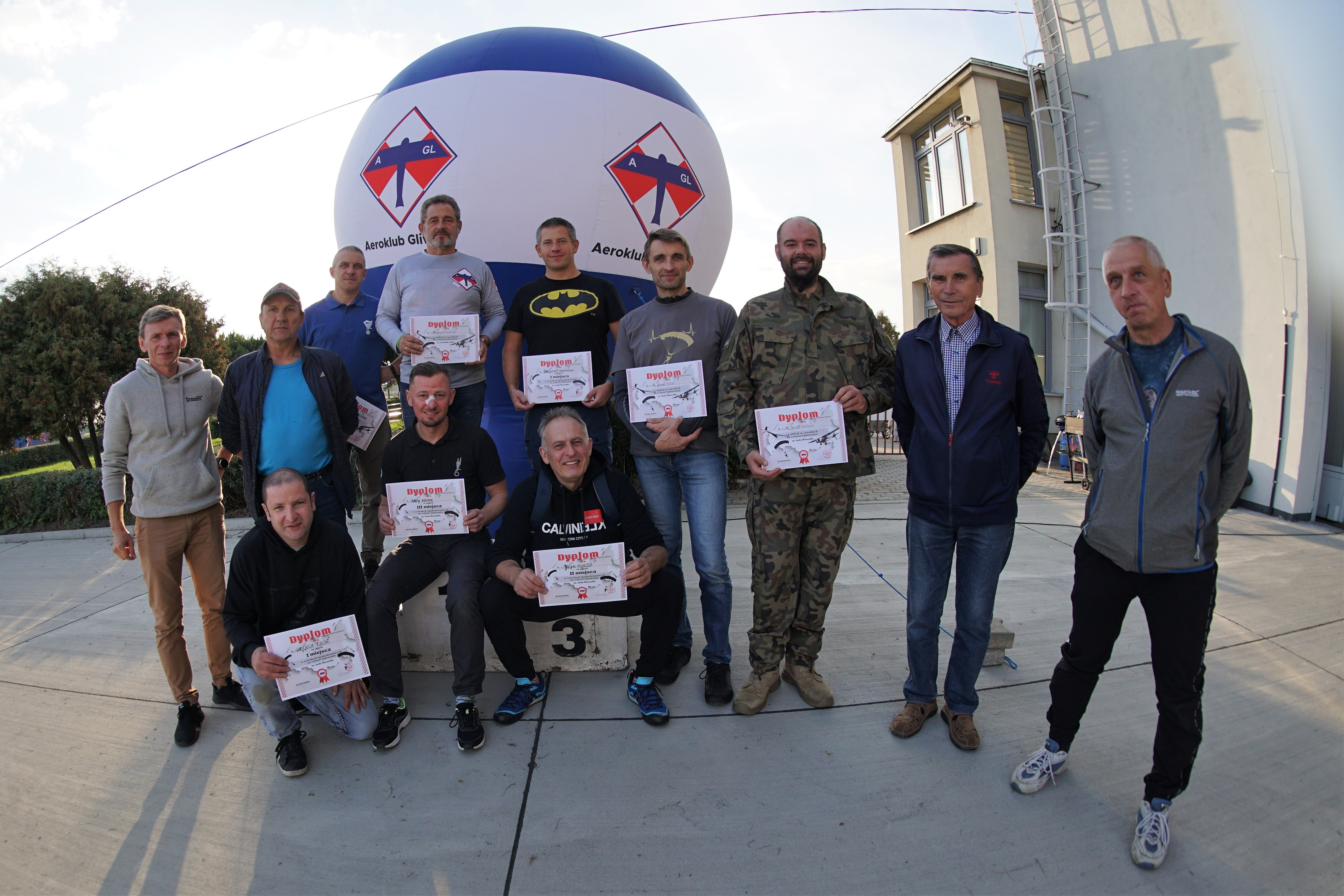
Zwycięzcy zawodów wraz z zespołem sędziowskim i dyrektorem Aeroklubu Gliwickiego